# Scharowo (Kaliningrad)
Scharowo (russisch Жарово, deutsch Szardehlen, 1936 bis 1938 Schardehlen, 1938 bis 1945 Scharden, und Martingken, 1938 bis 1945 Martingen, litauisch Žardeliai und Martinkai) ist ein Ort in der russischen Oblast Kaliningrad. Er besteht aus zwei ursprünglich eigenständigen Ortschaften und gehört zur kommunalen Selbstverwaltungseinheit Munizipalkreis Krasnosnamensk im Rajon Krasnosnamensk. Die Ortsstelle Martingken/Martingen ist verlassen.

## Geographische Lage
Scharowo liegt südlich der Regionalstraße 27A-026 (ex R511), 13 Kilometer südöstlich der Rajonstadt Krasnosnamensk (Lasdehnen/Haselberg) und 17 Kilometer nordöstlich der einstigen Kreisstadt Dobrowolsk (Pillkallen/Schloßberg). Als Szardehlen bzw. Martingen war der Ort bis 1945 Bahnstation an der Bahnstrecke Kiauschen–Doristhal der Pillkaller Kleinbahn, die nicht mehr in Betrieb ist.

## Geschichte

### Szardehlen/Scharden

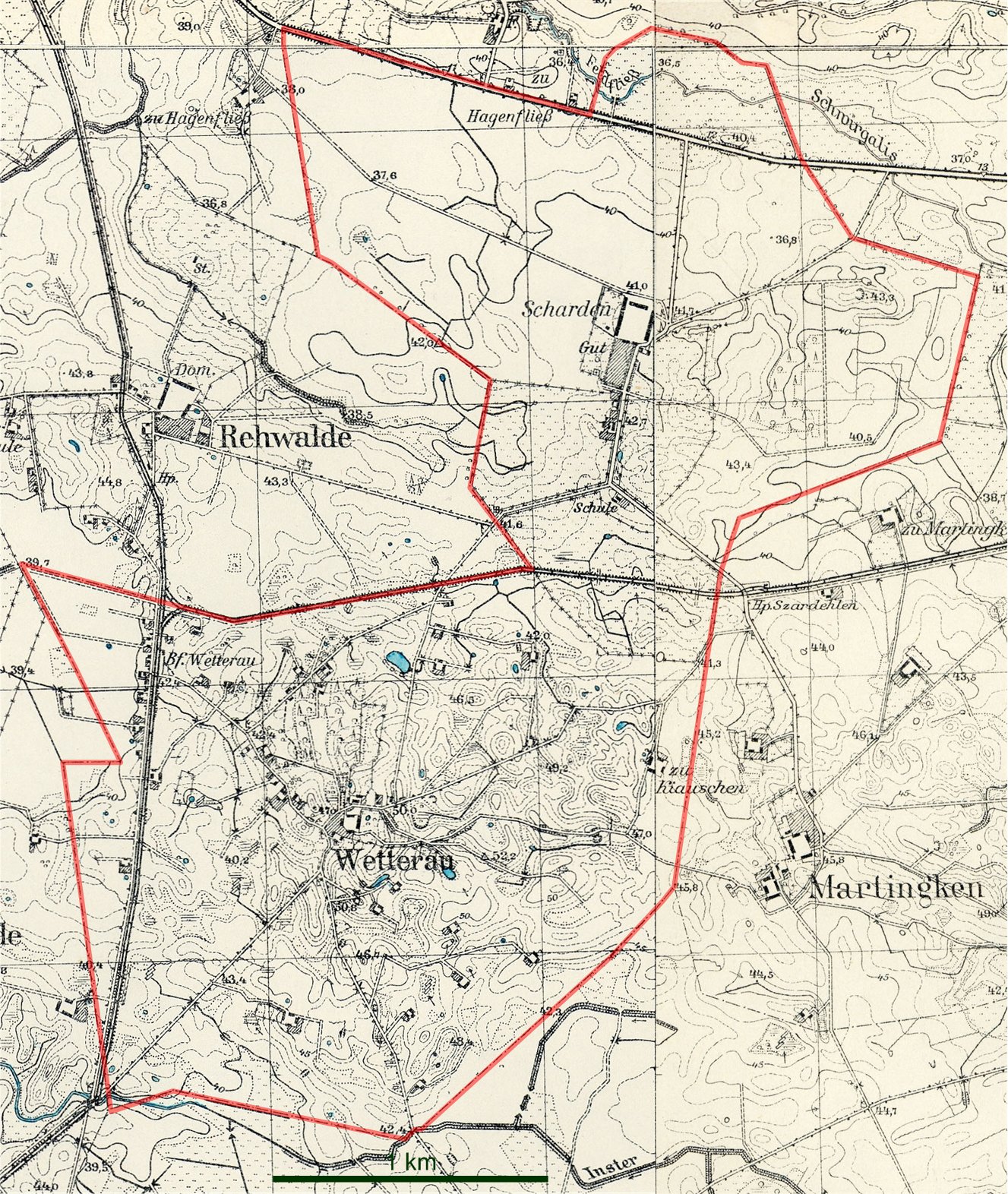
Scharden als Ortsteil der Gemeinde Wetterau (ex Kiauschen) auf zwei Messtischblättern von 1936 und 1938

Das Schardellen, Szardellen und schließlich Szardehlen genannte kölmische Gut wurde im Jahre 1735 gegründet. Im Jahre 1874 wurde der Gutsbezirk Szardehlen in den neu errichteten Amtsbezirk Girrehlischken im Kreis Pillkallen eingegliedert. 1928 wurde der Gutsbezirk Szardehlen in die Landgemeinde Kiauschen eingemeindet. Dort wurde dessen Schreibweise 1936 in Schardehlen geändert und 1938 der Ortsteil in Scharden umbenannt. In Folge des Zweiten Weltkrieges kam der Ort mit dem nördlichen Ostpreußen zur Sowjetunion.

#### Einwohnerentwicklung
| Jahr | Einwohner |
| ---- | --------- |
| 1867 | 91        |
| 1871 | 101       |
| 1885 | 93        |
| 1905 | 92        |
| 1910 | 64        |
| 1925 | 76        |

### Martingken/Martingen

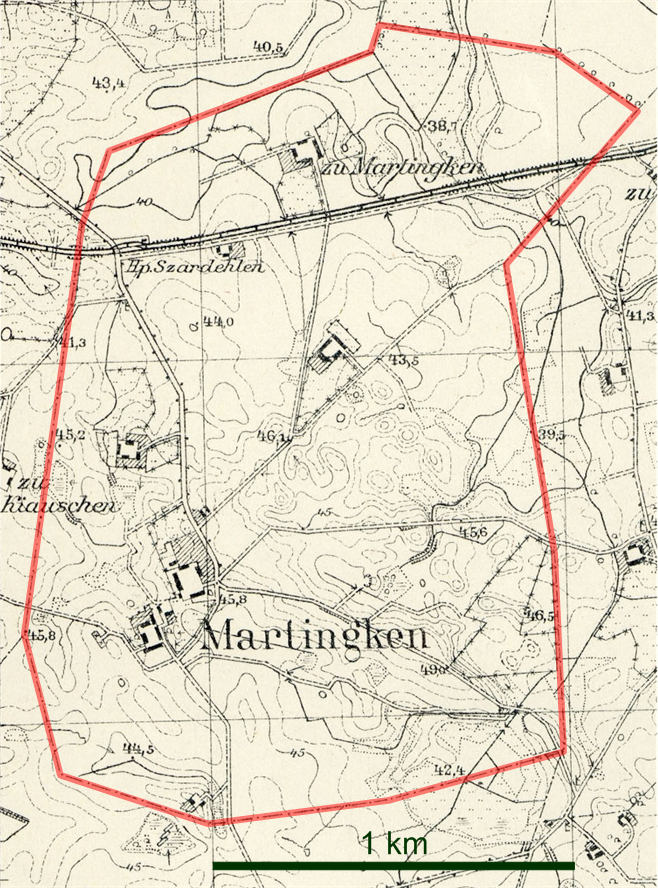
Die Gemeinde Martingken auf einem Messtischblatt von 1936

Seine erste Erwähnung erlebte der damals Klein Aesernick genannte Ort im Jahre 1580. Um 1780 war Martinken ein königliches Bauerndorf. 1874 kam auch die Landgemeinde Martingken  zum Amtsbezirk Girrehlischken. Zu Martingken gehörte auch der Wohnplatz Schönwiese. 1938 wurde Martingken in Martingen umbenannt. 1945 kam der Ort zur Sowjetunion.

#### Einwohnerentwicklung
| Jahr | Einwohner | Bemerkungen                     |
| ---- | --------- | ------------------------------- |
| 1867 | 73        |                                 |
| 1871 | 71        | davon im Ortsteil Schönwiese 10 |
| 1885 | 87        | davon im Ortsteil Schönwiese 13 |
| 1905 | 94        | davon 17 litauischsprachige     |
| 1910 | 93        |                                 |
| 1933 | 70        |                                 |
| 1939 | 60        |                                 |

### Scharowo
Im Jahr 1947 erhielt das ehemalige Szardehlen die russische Bezeichnung Scharowo und wurde gleichzeitig dem Dorfsowjet Pobedinski selski Sowet im Rajon Krasnosnamensk zugeordnet. In der Folge wurde auch der Ort Martingken zu Poljanskoje gezählt. Von 2008 bis 2015 gehörte Poljanskoje zur Landgemeinde Dobrowolskoje selskoje posselenije, von 2016 bis 2021 zum Stadtkreis Krasnosnamensk und seither zum Munizipalkreis Krasnosnamensk.

#### Einwohnerentwicklung
| Jahr | Einwohner |
| ---- | --------- |
| 1984 | ~ 40      |
| 2002 | 12        |
| 2010 | 8         |
| 2021 | 4         |

## Kirche
In den beiden Dörfern Szardehlen resp. Scharden sowie Martingken resp. Martingen war die Bevölkerung vor 1945 fast ausnahmslos evangelischer Konfession. Beide gehörten zum Kirchspiel der Kirche Schillehnen, das Teil des Kirchenkreises Pillkallen (Schloßberg) in der Kirchenprovinz Ostpreußen der Kirche der Altpreußischen Union war. Heute liegt Scharowo im Einzugsgebiet der in den 1990er Jahren neu entstandenen evangelisch-lutherischen Gemeinde in Babuschkino (Groß Degesen) innerhalb der Propstei Kaliningrad (Königsberg) der Evangelisch-lutherischen Kirche Europäisches Russland.